# Carretera de Nebraska 71
La Carretera de Nebraska 71, y abreviada NE 71 (en inglés: Nebraska Highway 71) es una carretera estatal estadounidense ubicada en el estado de Nebraska. La carretera inicia en el Sur desde la CO 71  sur de Kimball hacia el Norte en la SD 71  noroeste de Crawford. La carretera tiene una longitud de 269,4 km (167.40 mi).

## Mantenimiento
Al igual que las autopistas interestatales, y las rutas federales y el resto de carreteras estatales, la Carretera de Nebraska 71 es administrada y mantenida por el Departamento de Carreteras de Nebraska por sus siglas en inglés NDOR.

## Cruces
La Carretera de Nebraska 71 es atravesada principalmente por la  I 80  sur de Kimball
 US 30  en Kimball
 NE 88  noreste de Harrisburg
 NE 92  sureste de Scottsbluff
 US 26  este de Scottsbluff
 NE 2  oeste de Hemingford
 US 20  en Crawford.